# Breuil-le-Vert
Breuil-le-Vert é uma comuna francesa na região administrativa de Altos da França, no departamento de Oise. Estende-se por uma área de 7,37 km². Em 2010 a comuna tinha 3 246 habitantes (densidade: 440,4 hab./km²).